# Schleid (Alemania)
Schleid es un municipio situado en el distrito de Bitburg-Prüm, en el estado federado de Renania-Palatinado (Alemania). Tiene una población estimada, a mediados de 2023, de 397 habitantes.
Está integrado a la mancomunidad de municipios (verbandsgemeinde) de Bitburger Land .